# Azerbeidzjan op de Olympische Zomerspelen 1996
Azerbeidzjan nam deel aan de Olympische Zomerspelen 1996 in Atlanta, Verenigde Staten. Het was de eerste deelname voor het Oost-Europese land als zelfstandige natie. 

## Medailleoverzicht
| Sport     | Olympiër         | Discipline            | Medaille |
| --------- | ---------------- | --------------------- | -------- |
| Worstelen | Namik Abdullayev | -52kg vrije stijl (m) | Zilver   |

## Resultaten en deelnemers

### Atletiek
| Olympiër         | Discipline             | Resultaat | Prestatie                            |
| ---------------- | ---------------------- | --------- | ------------------------------------ |
| Arif Axundov     | 100m (m)               | 97e       | serie 7: 7e in 11,11                 |
| Vasif Əsadov     | hink-stap-springen (m) | 27e       | kwalificatie groep A: 11e met 16,21m |
| Aleksey Fatyanov | hink-stap-springen (m) | 31e       | kwalificatie groep B: 18e met 16,14m |
|                  |                        |           |                                      |
| Elvira Cabbarova | 100m (v)               | 47e       | serie 2: 8e in 11,96                 |

### Boksen
| Olympiër        | Discipline | Resultaat | Prestatie |
| --------------- | ---------- | --------- | --- |
| İlham Kərimov   | -81kg (m)  | 17e       | 1e ronde: V van SWE Kone: 3-22 |
| Ədalət Məmmədov | +91kg (m)  | 5e        | 1e ronde: W van CZE Horáček: gestopt door scheidsrechter 2e ronde: W van FRA Blocus: gestopt door scheidsrechter kwartfinale: V van NGR Dokiwari: gestopt door de scheidsrechter |

### Gewichtheffen
| Olympiër       | Discipline | Resultaat | Prestatie                                                  |
| -------------- | ---------- | --------- | ---------------------------------------------------------- |
| Asif Məlikov   | -59kg (m)  | DNF       | geen geldige poging                                        |
| Tofiq Heydərov | -83kg (m)  | 11e       | trekken: 12e met 150kg stoten: 11e met 180kg totaal: 330kg |

### Judo
| Olympiër           | Discipline | Resultaat | Prestatie                                             |
| ------------------ | ---------- | --------- | ----------------------------------------------------- |
| Nazim Hüseynov     | -60kg (m)  | 17e       | 1e ronde: W van ARG Lencina 2e ronde: V van MEX Acuña |
|                    |            |           |                                                       |
| Zülfiyyə Hüseynova | -56kg (m)  | 7e        | 1e ronde: W van ARG Lencina 2e ronde: V van MEX Acuña |

### Schermen
| Olympiër       | Discipline | Resultaat | Prestatie                            |
| -------------- | ---------- | --------- | ------------------------------------ |
| Elxan Məmmədov | sabel (m)  | 40e       | 1e ronde: V van UKR Kaliuzhniy: 5-15 |

### Schietsport
| Olympiër       | Discipline           | Resultaat | Prestatie                                  |
| -------------- | -------------------- | --------- | ------------------------------------------ |
| Valeri Timoxin | skeet (m)            | 38e       | kwalificatie: 38e met 116 punten (68-48)   |
|                |                      |           |                                            |
| İradə Aşumova  | 25m pistool (v)      | 38e       | kwalificatie: 15e met 576 punten (290-286) |
| İradə Aşumova  | 10m luchtpistool (v) | 38e       | kwalificatie: 10e met 381 punten           |

### Schoonspringen
| Olympiër        | Discipline    | Resultaat | Prestatie                           |
| --------------- | ------------- | --------- | ----------------------------------- |
| Emin Cəbrayilov | 10m toren (m) | 27e       | kwalificatie: 27e met 294,93 punten |

### Worstelen
| Olympiër            | Discipline  | Resultaat   | Prestatie |
| Vrije stijl         | Vrije stijl | Vrije stijl | Vrije stijl |
| ------------------- | ----------- | ----------- | --- |
| Namiq Abdullayev    | -52kg (m)   | Zilver      | 1e ronde: W van USA Rosselli: 7-0 2e ronde: W van JPN Sasayama: 11-0 kwartfinale: W van UZB Achilov: 11-0 halve finale: W van IRI Mohammadi: 10-0 finale: V van BUL Yordanov: 3-4                                                                                                 |
| Arif Abdullayev     | -57kg (m)   | 10e         | 1e ronde: V van IRI Talaei: 1-4 herkansingen 1: W van UKR Fidarov: 11-0 herkansingen 2: W van MDA Alidzhanov: 4-3 herkansingen 3: V van TUR Doğan: 1-4 |
| Elşad Allahverdiyev | -68kg (m)   | 14e         | 1e ronde: W van HUN Fórizs: 3-0 2e ronde: V van KOR Sang-Ho: 3-5 herkansingen 2: V van EST Kõiv: 1-5 |
| Məmmədsalam Haciyev | -74kg (m)   | 7e          | 1e ronde: V van KOR Jang-soon: 1-4 herkansingen 1: W van KAZ Kurugliyev: 4-0 herkansingen 2: W van HUN Ritter: 3-2 herkansingen 3: W van CUB Rodríguez: 6-2 herkansingen 4: V van GER Leipold: 0-3 7-8e plaats: W van MDA Peicov: walk-over                                       |
| Mogamed Ibragimov   | -82kg (m)   | 6e          | 1e ronde: V van KAZ Jabrailov: 1-4 herkansingen 1: W van BLR Savko: 5-0 herkansingen 2: W van ROU Ghiţă: 5-3 herkansingen 3: W van GEO Gogolishvili: 6-4 herkansingen 4: W van USA Gutches: 3-2 herkansingen 5: V van IRI Khadem: 0-3 5-6e plaats: V van KAZ Jabrailov: walk-over |
| Davud Məhəmmədov    | -100kg (m)  | 11e         | 1e ronde: V van IRI Jadidi: 0-4 herkansingen 1: W van ALB Troplini: 10-0 herkansingen 2: V van GER Sabejew: 1-3 |
| Grieks-Romeins      |             |             | |
| Tahir Zahidov       | -48kg (m)   | 14e         | 1e ronde: V van GER Kutscherenko: 0-10 herkansingen 1: W van YEM Al-Ezani: 11-0 herkansingen 2: V van ITA Costantino: 0-5 |
| Vilayət Ağayev      | -57kg (m)   | 10e         | 1e ronde: V van CHN Zetian: 4-5 herkansingen 1: W van POL Pawłowski: 4-3 herkansingen 2: W van ARM Manukyan: 7-2 herkansingen 3: V van CUB Sarmiento: 0-1 |

### Zwemmen
| Olympiër     | Discipline         | Resultaat | Prestatie            |
| ------------ | ------------------ | --------- | -------------------- |
| Emin Quliyev | 50m vrije slag (m) | 59e       | serie 3: 8e in 25,23 |

Afghanistan · Albanië · Algerije · Amerikaanse Maagdeneilanden · Amerikaans-Samoa · Andorra · Angola · Antigua‑Barbuda · Argentinië · Armenië · Aruba · Australië · Azerbeidzjan · Bahama's · Bahrein · Bangladesh · Barbados · België · Belize · Benin · Bermuda · Bhutan · Bolivia · Bosnië en Herzegovina · Botswana · Brazilië · Britse Maagdeneilanden · Brunei · Bulgarije · Burkina Faso · Burundi · Cambodja · Canada · Centraal-Afrikaanse Republiek · Chili · China · Chinees Taipei · Colombia · Comoren · Congo-Brazzaville · Cookeilanden · Costa Rica · Cuba · Cyprus · Denemarken · Djibouti · Dominica · Dominicaanse Republiek · Duitsland · Ecuador · Egypte · El Salvador · Equatoriaal-Guinea · Estland · Ethiopië · Fiji · Filipijnen · Finland · Frankrijk · Gabon · Gambia · Georgië · Ghana · Grenada · Griekenland · Groot-Brittannië · Guam · Guatemala · Guinee · Guinee-Bissau · Guyana · Haïti · Honduras · Hongarije · Hongkong · Ierland · IJsland · India · Indonesië · Irak · Iran · Israël · Italië · Ivoorkust · Jamaica · Japan · Jemen · Joegoslavië · Jordanië · Kaaimaneilanden · Kaapverdië · Kameroen · Kazachstan · Kenia · Kirgizië · Koeweit · Kroatië · Laos · Lesotho · Letland · Libanon · Liberia · Libië · Liechtenstein · Litouwen · Luxemburg ·  Macedonië · Madagaskar · Malawi · Malediven · Maleisië · Mali · Malta · Marokko · Mauritanië · Mauritius · Mexico · Moldavië · Monaco · Mongolië · Mozambique · Myanmar · Namibië · Nauru · Nederland · Nederlandse Antillen · Nepal · Nicaragua · Nieuw-Zeeland · Niger · Nigeria · Noord-Korea · Noorwegen · Oeganda · Oekraïne · Oezbekistan · Oman · Oostenrijk · Pakistan · Palestina · Panama · Papoea-Nieuw-Guinea · Paraguay · Peru · Polen · Portugal · Puerto Rico · Qatar · Roemenië · Rusland · Rwanda · Saint Kitts en Nevis · Saint Lucia · Saint Vincent en Grenadines · Salomonseilanden · Samoa · San Marino · Sao Tomé en Principe · Saoedi-Arabië · Senegal · Seychellen · Sierra Leone · Singapore · Slovenië · Slowakije · Soedan · Somalië · Spanje · Sri Lanka · Suriname · Swaziland · Syrië · Tadzjikistan · Tanzania · Thailand · Togo · Tonga · Trinidad en Tobago · Tsjaad · Tsjechië · Tunesië · Turkije · Turkmenistan · Uruguay · Vanuatu · Venezuela · Verenigde Arabische Emiraten · Verenigde Staten · Vietnam · Wit-Rusland · Zaïre · Zambia · Zimbabwe · Zuid-Afrika · Zuid-Korea · Zweden · Zwitserland